# Catedral de María Auxiliadora (Fuerte Olimpo)
La Catedral de María Auxiliadora o simplemente Catedral de Fuerte Olimpo es el nombre que recibe un templo que pertenece a la Iglesia católica y se encuentra ubicado en la localidad de Fuerte Olimpo la capital del departamento de Alto Paraguay en el norte del país sudamericano de Paraguay, cerca de la frontera con Brasil.
El templo sigue el rito romano o latino y funciona como la sede del vicariato apostólico del Chaco Paraguayo (Vicariatus Apostolicus Ciachensis in Paraquaria Natione) que fue creado en marzo de 1948 con la bula "Quo in Paraguayana" del papa Pío XII.
La actual estructura se inició en 1920 pero fue paralizada por falta de fondos, retomandose los trabajos en 1949 y siendo concluida en 1965 bajo el impulso de Monseñor Ángel Muzzolón quien esta enterrado en la iglesia.
Esta bajo la responsabilidad pastoral del obispo Gabriel Narciso Escobar Ayala.